# Epirrhoe luctuolata
Epirrhoe luctuolata är en fjärilsart som beskrevs av Stanislaus Klemensiewicz 1902. Epirrhoe luctuolata ingår i släktet Epirrhoe och familjen mätare. Inga underarter finns listade i Catalogue of Life.